# Ácido trifluoroacético
O Ácido Trifluoroacético (TFA) é um composto químico cuja fórmula é CF3COOH.

## Características
Ele é um ácido carboxílico forte devido a influência dos três átomos de flúor extremamente eletronegativos.
Em comparação com o ácido acético, o ácido trifluoroacético (TFA) é, pelo menos, 100.000 vezes mais ácido. O ácido trifluoroacétido é amplamente utilizado em química orgânica.
TFA é o acrônimo de ácido trifluoroacético grafado na língua inglesa: trifluoroacetic acid.